# Teoria eteru Lorentza
To, co jest obecnie nazywane teorią eteru Lorentza, sięga korzeniami „teorii elektronu” Hendrika Lorentza, która była kulminacją rozwoju klasycznych teorii eteru na przełomie wieków XIX i XX.
Początkowa teoria Lorentza, utworzona w 1892 i 1895 oparta była na zupełnie nieruchomym eterze. Wyjaśniało to negatywny wynik eksperymentu mającego wykryć dryf eteru do pierwszego rzędu w v/c, poprzez wprowadzenie dodatkowej zmiennej, zwanej „czasem lokalnym”, w celu połączenia układów znajdujących się w spoczynku z układami w ruchu względem eteru. W dodatku, ujemny wynik eksperymentu Michelsona-Morleya spowodował wprowadzenie w 1892 hipotezy skrócenia długości. Aczkolwiek dalsze eksperymenty również dały ujemne wyniki, kierując się zasadą względności Henriego Poincarégo Lorentz próbował w 1899 i w 1904 rozszerzyć swoją teorię na wszystkie rzędy v/c, poprzez wprowadzenie transformacji Lorentza. Dodatkowo założył, że siły nie-elektromagnetyczne (o ile istnieją) transformują się jak elektryczne. Aczkolwiek wyrażenie Lorentza na gęstość ładunku elektrycznego było niepoprawne, więc jego teoria nie wykluczała w pełni możliwości wykrycia eteru. Henri Poincaré w 1905 poprawił błędy w pracy Lorentza i zawarł nie-elektromagnetyczne siły (włączając w to grawitację) w obrębie teorii, którą nazwał „Nową Mechaniką”. Wiele aspektów teorii Lorentza zostało włączonych do szczególnej teorii względności, przy udziale Alberta Einsteina i Hermanna Minkowskiego.
Obecnie teoria ta jest traktowana jako rodzaj „lorentzowskiej” lub „neo-lorentzowskiej” interpretacji szczególnej teorii względności. Wprowadzenie skrócenia długości oraz dylatacji czasu w „preferowanym” układzie odniesienia, który pełni rolę nieruchomego eteru Lorentza, prowadzi do skompletowania transformacji Lorentza. Ponieważ obie teorie posiadają ten sam formalizm matematyczny, eksperymentalnie nie sposób dowieść słuszności jednej kosztem drugiej. Aczkolwiek w teorii eteru Lorentza zakłada się istnienie niewykrywalnego eteru, i spełnienie zasady względności wydaje się tylko zbiegiem okoliczności, co jest czynnikiem, dla którego teoria względności jest preferowana ponad teorię Lorentza. Inną przyczyną wyboru szczególnej teorii względności jest fakt, że nowe zrozumienie czasu i przestrzeni stało się podstawą do sformułowania ogólnej teorii względności.

## Rozwój historyczny

### Podstawowe koncepcje

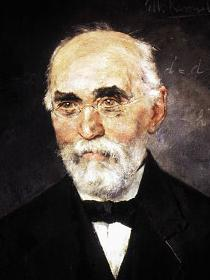
Hendrik Antoon Lorentz

Teoria ta, rozwijana głównie pomiędzy 1892 a 1906 przez Lorentza i Poincarego, oparta była na teorii eteru Augustina-Jeana Fresnela, równaniach Maxwella i teorii elektronu Rudolfa Clausiusa. Lorentz wprowadził ścisłą separację pomiędzy materią (elektronami) a eterem, przez co eter w tym modelu był zupełnie nieruchomy i nie podlegał wprawianiu w ruch w sąsiedztwie dużych ilości materii. Jak powiedział później Max Born, dla naukowców tamtych czasów było naturalne (choć logicznie niekonieczne) utożsamianie spoczynkowego układu odniesienia w eterze Loretnza z przestrzenią absolutną Izaaka Newtona. Właściwości tego eteru można opisać poprzez pole elektryczne E oraz pole magnetyczne H, które to pola reprezentują stany eteru (bez dalszej specyfikacji), powiązane z ładunkami elektronów. Zatem abstrakcyjny eter elektromagnetyczny zastępował stary, mechaniczny model. W przeciwieństwie do Clausiusa, który akceptował oddziaływanie elektronów na odległość, u Lorentza za pośrednik służyło pole elektromagnetyczne eteru, a zmiany w nim nie mogły rozchodzić się szybciej, niż z prędkością światła w próżni. Opierając się na tej teorii, Lorentz wyjaśnił teoretycznie efekt Zeemana, za co otrzymał Nagrodę Nobla z fizyki w 1902. W tym samym czasie podobną teorię rozwinął Joseph Larmor, jednak jego koncepcja oparta była na mechanicznym eterze. Fundamentalną koncepcją teorii Lorentza w 1895 było twierdzenie o stanach odpowiednich w sensie rzędów wielkości v/c. Twierdzenie to mówiło, że obserwator poruszający się względem eteru może używać tych samych równań elektromagnetyzmu, co obserwator spoczywający, i dokonują oni tych samych obserwacji.

### Skrócenie długości
Wielkim wyzwaniem dla teorii było doświadczenie Michelsona-Morleya w 1887. Zgodnie z teoriami Fresnela i Lorentza, ruch względny wobec nieruchomego eteru powinien zostać w tym eksperymencie zarejestrowany. Nic takiego jednak nie nastąpiło. Sam Albert Michelson sądził, że eksperyment potwierdził hipotezę wleczenia eteru, według której eter jest w pełni wleczony przez materię. Jednakże inne eksperymenty, jak eksperyment Fizeau, oraz efekt aberracji, przeczyły temu modelowi.
Możliwe rozwiązanie pojawiło się, gdy w 1889 Oliver Heaviside otrzymał z równań Maxwella, że pole magnetycznego potencjału wektorowego wokół poruszającego się ciała zmienia się o czynnik {\displaystyle {\sqrt {1-v^{2}/c^{2}}}.} Bazując na tym wyniku oraz biorąc pod uwagę hipotezę nieruchomego eteru, wraz z wynikiem eksperymentu Michelsona-Morleya, George Francis Fitzgerald zasugerował w 1889 (jakościowo), a niezależnie od niego Lorentz w 1892 (już ilościowo), że nie tylko pola elektrostatyczne, lecz również siły molekularne podlegają takiemu działaniu, że wymiary ciała w kierunku ruchu zmniejszają się o wartość {\displaystyle v^{2}/(2c^{2})} w stosunku do wymiarów poprzecznych do ruchu. Jednak obserwator poruszający się razem z takim ciałem nie zauważyłby skrócenia, ponieważ wszystkie inne instrumenty skróciłyby się tak samo. W 1895 Lorentz zaproponował trzy możliwe wyjaśnienia tego względnego skrócenia:
- Ciało skraca się w kierunku ruchu, zachowując swoje wymiary prostopadle do niego.
- Wymiary ciała pozostają takie same w kierunku ruchu, lecz rozszerza się ono prostopadle do niego.
- Ciało zarówno skraca się w kierunku ruchu, jak i rozszerza poprzecznie do niego.

Chociaż możliwe powiązanie między siłami elektrostatycznymi i molekularnymi zostało użyte przez Lorentza jako argument prawdopodobieństwa, hipoteza skrócenia została wkrótce potraktowana jako wprowadzona czysto ad hoc. Ważne jest również, że skrócenie to dotykało wyłącznie przestrzeń między elektronami, a nie same elektrony, przez co czasami nazywano ten efekt „hipotezą intermolekularną”. Tak zwane skrócenie długości bez ekspansji poprzecznie do ruchu, o dokładnej wartości {\displaystyle l=l_{0}\cdot {\sqrt {1-v^{2}/c^{2}}}} (gdzie l0 jest długością w spoczynku wobec eteru) zostało dane w 1897 przez Larmora i w 1904 przez Lorentza. W tym samym roku Lorentz stwierdził, że również elektron podlega temu skróceniu. Szerzej rozwój tej koncepcji omówiono w sekcji #transformacje Lorentza.

### Czas lokalny
Ważną częścią twierdzenia o stanach odpowiednich w 1892 i 1895 roku był czas lokalny {\displaystyle t'=t-vx/c^{2},} gdzie t jest współrzędną czasową dla obserwatora spoczywającego względem eteru. Woldemar Voigt użył wcześniej tego samego wyrażenia dla czasu lokalnego w 1887, w związku z efektem Dopplera w medium nieściśliwym. Z pomocą tej koncepcji Lorentz był w stanie wyjaśnić aberrację światła, efekt Dopplera i doświadczenie Fizeau (czyli pomiar wleczenia eteru), przeprowadzone przez Armanda Fizeau w płynącej wodzie. Chociaż dla Lorentza skrócenie długości było rzeczywistym, fizycznym efektem, transformacje czasu traktował on tylko jako heurystyczną hipotezę roboczą, matematycznym wymogiem upraszczającym obliczenia przy przechodzeniu z układu spoczywającego do „fikcyjnego” układu będącego w ruchu. W przeciwieństwie do Lorentza, Poincaré traktował to jako coś więcej niż trik matematyczny, nazywając czas lokalny Lorentza „najbardziej genialnym pomysłem”. W 1898 napisał w swojej pracy s:The Measure of Time:

Nie mamy bezpośredniej intuicji jednoczesności, choćby takiej, jak równość dwóch okresów. Jeżeli wierzyć w posiadanie takiej intuicji, jest to iluzja. Pomagamy sobie określonymi regułami, których zwykle używamy bez płacenia za to. [...] Wybieramy więc reguły nie dlatego, że są prawdziwe, lecz dlatego, że są najwygodniejsze, i możemy je podsumować, mówiąc: „Jednoczesność dwóch zdarzeń, lub kolejność ich następowania, równość dwóch trwań, zdefiniowana jest tak, aby wymowa naturalnych praw była tak prosta, jak to możliwe. Innymi słowy wszystkie zasady, wszystkie definicje są tylko owocem nieświadomego oportunizmu.”

W 1900 Poincaré zinterpretował czas lokalny jako wynik procedury synchronizacji, opartej na sygnałach świetlnych. Założył, że dwóch obserwatorów, A i B, poruszających się w eterze, synchronizuje swoje zegary przy pomocy sygnałów optycznych. Ponieważ wierzą oni, że są w spoczynku, muszą rozważyć jedynie czas transmisji sygnału oraz wymienić się obserwacjami, aby sprawdzić, czy zegary są zsynchronizowane. Jednakże z punktu widzenia obserwatora naprawdę spoczywającego względem eteru, zegary nie są zsynchronizowane i pojawia się czas lokalny {\displaystyle t'=t-vx/c^{2}.} Jednak ponieważ ruchomy obserwator nie wie nic o swoim ruchu, nie rozpoznaje tego. W 1904 zilustrował on tę samą procedurę następująco: A wysyła sygnał w czasie 0 do B, który dociera po czasie t. B również wysyła sygnał w czasie 0, który dociera do A po czasie t. Jeżeli w obu przypadkach t ma tę samą wartość, to zegary są zsynchronizowane, ale tylko w układzie, w którym zegary spoczywają względem eteru. Zatem idąc za Darrigolem, Poincaré rozumiał czas lokalny jako fizyczny efekt, tak jak skrócenie długości – w przeciwieństwie do Lorentza, który doszedł do tej samej interpretacji nie wcześniej, niż w 1906. Aczkolwiek w przeciwieństwie do Einsteina, który potem użył podobnej procedury synchronizacji, nazwanej synchronizacją Einsteina, według Darrigola, w opinii Poincarégo zegary spoczywające względem eteru wskazują prawdziwy czas.
Aczkolwiek na początku nie wiedziano, że czas lokalny obejmuje coś, co obecnie zwane jest dylatacją czasu. Efekt ten po raz pierwszy zauważył Larmor (1897), który napisał: „Indywidualne elektrony opisują odpowiednie części swoich orbit w czasach krótszych dla układu [eteru] o czynnik {\displaystyle \varepsilon ^{-1/2}} lub {\displaystyle (1-(1/2)v^{2}/c^{2}).}” W 1899 również Lorentz odnotował, w kontekście częstotliwości oscylacji elektronów: „w S czas wibracji będzie {\displaystyle k\varepsilon } większy niż w S0”, gdzie S0 jest układem odniesienia eteru, S jest matematycznym, fikcyjnym układem ruchomego obserwatora, k wynosi {\displaystyle {\sqrt {1-v^{2}/c^{2}}},} a {\displaystyle \varepsilon } jest czynnikiem niezdeterminowanym.

### Transformacje Lorentza
Podczas gdy czas lokalny mógłby wyjaśnić negatywny wynik eksperymentów dryfu eteru do pierwszych rzędów v/c, niezbędne było – ze względu na kolejne ujemne wyniki eksperymentów, jak choćby doświadczenie Troutona-Noble'a – zmodyfikowanie hipotezy w celu uwzględnienia również efektów drugiego rzędu. Matematycznym narzędziem, które do tego posłużyło, jest tak zwana transformacja Lorentza. Już w 1887 Voigt sporządził podobny zbiór równań (aczkolwiek z innym czynnikiem skali). Następnie, w 1897 Larmor, a w 1899 Lorentz sporządzili równania w algebraicznej formie odpowiadającej obecnie używanym (aczkolwiek Lorentz dodał do nich niezdefiniowany czynnik l). W swojej publikacji Zjawiska elektromagnetyczne w układzie poruszającym się z dowolną prędkością podświetlną (1904), Lorentz przystąpił do sporządzenia teorii stworzenia takiej teorii, w której wszystkie siły pomiędzy molekułami podlegałyby transformacjom Lorentza (w których Lorentz ustawił czynnik l na 1) w taki sam sposób, jak siły elektromagnetyczne. Innymi słowy, Lorentz przystąpił do stworzenia teorii, w której ruch względny Ziemi i eteru jest (niemal lub zupełnie) niewykrywalny. Tym samym uogólnił hipotezę skrócenia i stwierdził, że nie tylko siły łączące elektrony, lecz również same elektrony podlegają skróceniu w kierunku ruchu. Jednakże Max Abraham (1904) szybko zauważył mankament tej teorii: W czysto elektromagnetycznej teorii skrócona konfiguracja elektronów staje się niestabilna i należy wprowadzić nie-elektromagnetyczną siłę stabilizującą – Abraham sam kwestionował możliwość dodania takiej siły w teorii Lorentza.
5 lipca 1905 Poincaré wprowadził tak zwane ograniczenia Poincarégo, aby rozwiązać ten problem. Były one przez niego interpretowane jako zewnętrzne, nie elektromagnetyczne ciśnienie, które stabilizowało elektrony i wyjaśniało przy okazji skrócenie długości. Chociaż Poincaré twierdził, że Lorentz odniósł sukces w stworzeniu teorii spełniającej zasadę względności, pokazał, że równania elektrodynamiki według Lorentza nie były w pełni kowariantne. Poprzez wykazanie grupowej charakterystyki transformacji, Poincaré zademonstrował kowariantność Lorentza równań Maxwella-Lorentza i poprawne transformacje Lorentza na gęstość ładunku i gęstość prądu. Przystąpił do szkicowania modelu grawitacji (włączając z to fale grawitacyjne), który byłby kompatybilny z tymi transformacjami. Poincaré po raz pierwszy użył określenia „transformacja Lorentza”, i nadał jej formę używaną do dzisiaj (gdzie {\displaystyle \ell } jest arbitralną funkcją {\displaystyle \varepsilon ,} która musi być jednostkowa dla zachowania charakterystyki grupowej. Również prędkość światła w próżni zrównał z jednością).
{\displaystyle x'=k\ell \left(x+\varepsilon t\right),\qquad y'=\ell y,\qquad z'=\ell z,\qquad t'=k\ell \left(t+\varepsilon x\right)}
{\displaystyle k={\frac {1}{\sqrt {1-\varepsilon ^{2}}}}.}
Swoją istotnie rozszerzoną pracę (tak zwaną „publikację z Palermo”) Poincaré złożył 23 lipca 1905, lecz opublikowano ją w styczniu 1906, gdyż czasopismo ukazywało się tylko dwa razy w roku. Mówił w niej literalnie o „postulacie względności”, pokazał, że transformacje są wynikiem zasady najmniejszego działania, przedstawił bardziej szczegółowo grupową charakterystykę transformacji, które nazwał grupą Lorentza, i pokazał, że kombinacja {\displaystyle x^{2}+y^{2}+z^{2}-c^{2}t^{2}} jest niezmiennikiem. Podczas omawiania teorii grawitacji, zauważył, że przekształcenie Lorentza jest zaledwie obrotem w czterowymiarowej przestrzeni wokół punktu, przez wprowadzenie {\displaystyle ct{\sqrt {-1}}} jako czwartej współrzędnej urojonej. Użył wczesnej wersji czterowektorów. Jednakże Poincaré powiedział później, że przetłumaczenie fizyki na czterowektory wymagałoby zbyt wiele wysiłku przy ograniczonych korzyściach, nie wyciągnął więc konsekwencji z takiego podejścia. Zostało to jednak potem zrobione przez Minkowskiego (zobacz „przejście do Szczególnej teorii względności”).

### Masa elektromagnetyczna
J. J. Thomson (1881) oraz inni zauważyli, że energia elektromagnetyczna dokłada się do masy ciał naładowanych elektrycznie w ilości {\displaystyle m=(4/3)E/c^{2},} co nazwano masą elektromagnetyczną lub „pozorną”. Inne otrzymanie pewnego rodzaju masy elektromagnetycznej zostało przeprowadzone przez Poincarégo w 1900. Używając pędu pól elektromagnetycznych, doszedł on do wniosku, że dodają one masę o wartości {\displaystyle E_{em}/c^{2}} wszystkim ciałom, co jest potrzebne do zachowania zasady środka masy.
Jak zauważył Thomson i inni, masa zwiększa się również wraz z prędkością. W 1899 Lorentz wyliczył, że stosunek masy elektronu poruszającego się w eterze i spoczywającego wynosi {\displaystyle k^{3}\varepsilon } równolegle i {\displaystyle k\varepsilon } prostopadle do kierunku ruchu, gdzie {\displaystyle k={\sqrt {1-v^{2}/c^{2}}}} a {\displaystyle \varepsilon } jest nieustalonym czynnikiem. W 1904 Lorentz uznał, że {\displaystyle \varepsilon =1,} co daje wyrażenia na masę w różnych kierunkach (równoległym i prostopadłym):
{\displaystyle m_{L}={\frac {m_{0}}{\left({\sqrt {1-{\frac {v^{2}}{c^{2}}}}}\right)^{3}}},\quad m_{T}={\frac {m_{0}}{\sqrt {1-{\frac {v^{2}}{c^{2}}}}}},}
gdzie:
{\displaystyle m_{0}={\frac {4}{3}}{\frac {E_{em}}{c^{2}}}.}
Wielu naukowców wierzyło teraz, że cała masa, oraz wszystkie siły, są z natury elektromagnetyczne. Jednakowoż idea ta przegrała w obliczu rozwoju mechaniki relatywistycznej. Abraham (1904) argumentował, że (jak opisano w sekcji #transformacja Lorentza), że w modelu elektronowym Lorentza potrzebne są nie-elektryczne siły łączące. Jednak Abraham odnotował również, że powstają odmienne wyniki, w zależności od tego, czy masę elektromagnetyczną liczy się z energii, czy z pędu. Aby rozwiązać ten problem, Poincaré w 1905 i w 1906 wprowadził pewien rodzaj ciśnienia o naturze nie-elektrycznej, stanowiący {\displaystyle -(1/3)E/c^{2}} energii ciał, i tym samym wyjaśniał czynnik 4/3 w wyrażeniu relacji masy-energii. Aczkolwiek chociaż wyrażenie Poincarego na energię elektronów było poprawne, założył on, że w skład masy całkowitej wchodzi wyłącznie energia elektromagnetyczna.
Koncepcja masy elektromagnetycznej nie jest już rozwijana jako przyczyna masy per se, ponieważ całkowita masa (nie tylko część elektromagnetyczna) jest proporcjonalna do energii i może być konwertowana do innego rodzaju energii, co wyjaśnił Einstein w równoważności masy-energii.

### Grawitacja

#### Teorie Lorentza
W 1900 Lorentz próbował wyjaśnić grawitację na bazie równań Maxwella. Wpierw rozważył model Le Sage, stwierdzając, że być może istnieje uniwersalne pole radiacyjne, składające się z bardzo przenikliwych fal elektromagnetycznych, wywierających jednolite ciśnienie na każde ciało. Wykazał, że przy założeniu, że cała przychodząca siła byłaby absorbowana, istotnie powstawałaby wówczas siła przyciągająca pomiędzy ciałami. Ten sam fundamentalny problem dotykał wszystkie modele Le Sage, ponieważ promieniowanie musiało jakoś zanikać i każda absorpcja musiała prowadzić do ogromnego nagrzewania się. Zatem Lorentz porzucił ten model.
W tej samej publikacji, Lorentz założył, tak jak Ottaviano Fabrizio Mossotti i Johann Karl Friedrich Zöllner, że przyciąganie się cząstek o przeciwnym ładunków jest silniejsze, niż odpychanie cząstek o równym ładunku elektrycznym. Wynikowa siła byłaby dokładnie tym, co widzimy jako uniwersalną grawitację, w której prędkość grawitacji jest prędkością światła w próżni. To prowadzi jednak do konfliktu z prawem grawitacji Izaaka Newtona, gdyż Pierre Simon de Laplace pokazał, że skończona prędkość grawitacji prowadziłaby do pewnego rodzaju aberracji i czyniła orbity planet niestabilnymi. Jednakże Lorentz wykazał, że teoria nie jest wrażliwa na krytykę Laplace’a, gdyż struktura równań Maxwella powoduje tylko aberracje w pierwszym rzędzie v/c. Jednak obliczył on, że wartość peryhelium Merkurego jest o wiele zbyt mała. Napisał:

specjalna forma tych wyrażeń może być zmodyfikowana. Na razie, jak powiedziano, wystarcza do pokazania, że grawitacja może być przyporządkowana działaniom rozchodzącym się z prędkością nie większą, niż prędkość światła.

W 1908 Poincaré przebadał grawitacyjną teorię Lorentza, i sklasyfikował ją jako kompatybilną z zasadą względności, jednak podobnie jak Lorentz, skrytykował nieadekwatną wartość peryhelium Merkurego. W przeciwieństwie do Poincarego, Lorentz doszedł w 1914 do wniosku, że jego teoria nie jest zgodna z zasadą względności i odrzucił ją.

#### Prawo grawitacyjnego niezmiennika Lorentza
W 1904 Poincaré dowodził, że prędkość rozchodzenia się grawitacji z prędkością większą niż c jest sprzeczna z koncepcją czasu lokalnego i zasadą względności. Napisał:

Co by się stało, gdybyśmy mogli komunikować się innymi sygnałami niż świetlne, których prędkość propagowania się jest większa niż świetlna? Jeżeli, po wyregulowaniu naszych zegarków optymalną metodą, chcielibyśmy zweryfikować wyniki owymi nowymi sygnałami, zobaczylibyśmy rozbieżności wspólny ruch translacyjny obu stacji. Oraz, czy takie sygnały nie są niepojęte, biorąc punkt widzenia Laplace’a, gdy uniwersalna grawitacja transmitowana jest z prędkością miliony razy większą od świetlnej?

Jednakże w 1905 i 1906 Poincaré wskazał na możliwość istnienia teorii grawitacji, w której zmiany propagowałyby się z prędkością światła w próżni, zgodną z niezmiennikiem Lorentza. Wykazał, że w takiej teorii siły grawitacyjne zależą nie tylko od masy ciał oraz ich wzajemnych odległości, lecz również od ich prędkości i pozycji. Przy tej okazji wprowadził czterowektory. Następnie Minkowski (1908) i Arnold Sommerfeld (1910) próbowali stworzyć prawo grawitacji spełniające symetrię Lorentza. Jednakże ich wysiłki zostały odsunięte w cień przez Ogólną teorię względności Einsteina (zobacz sekcję #przejście do Teorii względności).

## Zasady i konwencje

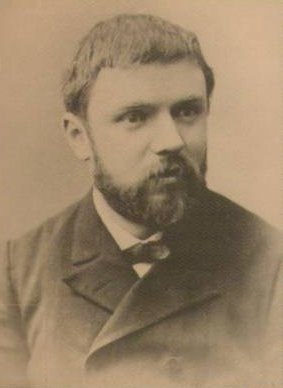
Henri Poincaré

### Stałość prędkości światła
Już podczas filozoficznego pisania na temat pomiarów czasu (1898), Poincaré napisał, że astronomowie, jak Ole Rømer, podczas pomiarów prędkości światła po prostu zakładali, że jest ona stała we wszystkich kierunkach. Bez tego postulatu byłoby niemożliwe wywnioskowanie o prędkości światła z obserwacji astronomicznych, które Rømer oparł na obserwacjach księżyców Jowisza. Poincaré odnotował również, że Rømer musiał również założyć, że księżyce Jowisza podlegają prawom Newtona, w tym prawu grawitacji, natomiast byłoby możliwe pogodzić różną prędkość światła w tych samych obserwacjach, jeżeli przyjmiemy inne (przypuszczalnie bardziej skomplikowane) prawa ruchu. Według Poincarego, ilustruje to, że przyjęliśmy za prędkość światła wartość czyniącą prawa mechaniki jak najprostszymi (jest to przykład filozofii konwencjonalistycznej Poincarego). Poincaré odnotował również, że prędkość rozchodzenia się światła może być (i w praktyce często jest) używana do definiowania jednoczesności pomiędzy oddzielonymi przestrzennie zdarzeniami. Jednakże w swojej pracy nie wszedł w dyskusję nad konsekwencjami zastosowania tych „konwencji” do wielu poruszających się względem siebie układów odniesienia. Ten kolejny krok został przez niego uczyniony w 1900, gdy zauważył, że synchronizacja sygnałami świetlnymi na Ziemi prowadzi do czasu lokalnego Lorentza (zobacz sekcję „czas lokalny” powyżej). W 1904 Poincaré napisał:

Ze wszystkim tych wyników, o ile się potwierdzą, wypływa całkiem nowa mechanika, charakteryzująca się przede wszystkim tym, że nie może być prędkości większej, niż prędkość światła, tak jak nie może być niższej temperatury, niż absolutne zero. Dla obserwatora uczestniczącego w ruchu translacyjnym, o którym nie wie, żadna widoczna prędkość nie może przewyższać świetlnej, i to byłaby sprzeczność, o ile zapomnimy o fakcie, że obserwator nie używa tych samym odcinków czasu co obserwator stacjonarny, lecz raczej doświadcza czasu lokalnego. [...] Być może powinniśmy również skonstruować całkiem nową mechanikę, gdy tylko do tego dojrzejemy, w której inercja zwiększa się wraz z prędkością, a prędkość światła jest nieprzekraczalną granicą. Zwyczajna mechanika, prostsza, pozostanie pierwszym przybliżeniem, prawdziwym dla niezbyt dużych prędkości, zatem stara mechanika wciąż będzie do odnalezienia pod nową. Nie powinniśmy żałować wiary w zasady, jako że prędkości za duże dla starej mechaniki zawsze będą tylko wyjątkami, w praktyce najpewniejszą drogą będzie zachowywanie się tak, jakbyśmy ciągle w nie wierzyli. Są one tak użyteczne, że należy zatrzymać dla nich miejsce. Wykluczenie ich wszystkich byłoby pozbawianiem się precyzyjnej broni. Śpieszę z wnioskiem, że nie jesteśmy jeszcze na takim etapie, i na razie nic nie dowodzi, że nie wyjdą one z walki zwycięsko i nienaruszone.

### Zasada względności
W 1895 Poincaré dowodził, że eksperymenty takie, jak Michelsona-Morleya pokazują, iż wydaje się być niemożliwym wykrycie ruchu absolutnego materii bądź lub ruchu względem eteru. Niemal wszyscy fizycy mieli odmienne spojrzenie, Poincaré w 1900 trwał przy swoim zdaniu i używał wymiennie określeń „zasada względnego ruchu” i „względność przestrzeni”. Krytykował Lorentza twierdząc, że lepiej stworzyć bardziej fundamentalną teorię, wyjaśniającą brak dryfu eteru, niż tworzyć jedną hipotezę za drugą. W 1902 po raz pierwszy użył określenia „zasada względności”. W 1904 docenił pracę matematyków, którzy wykuli to, co dzisiaj nazywamy „zasadą względności” z pomocą hipotezy czasu lokalnego, wyznał jednak, że przedsięwzięcie to możliwe było tylko poprzez nagromadzenie się hipotez. Zdefiniował swoją zasadę w ten sposób (według Millera bazując na teorii Lorentza o stanach odpowiednich): „Zasada względności, zgodnie z którą prawa fizyki muszą być takie same dla obserwatora stacjonarnego, jak i poruszającego się translacyjnym ruchem jednostajnym, [powoduje, że] nie mamy przesłanek, i nie możemy mieć, czy jesteśmy w ruchu czy też nie.”
Odnosząc się do krytyki Poincarego z 1900, Lorentz napisał w swojej sławnej pracy z 1904, w której rozszerzył swoje twierdzenie stanów odpowiednich: „Z pewnością, wymyślanie nowej hipotezy dla każdego nowego wyniku eksperymentu jest co nieco sztuczne. Byłoby bardziej satysfakcjonujące, gdyby dało się wykazać na bazie konkretnych fundamentalnych założeń, i nie zaniedbując wyrażeń jednego rzędu wielkości czy innych, że wiele działań elektromagnetycznych jest całkowicie niezależnych od ruchu układu.”
Jednej z pierwszych ocen pracy Lorentza dokonał Paul Langevin w maju 1905. Według niego, owo rozszerzenie teorii elektronu Lorentza i Larmora prowadziło do „fizycznej niemożliwości zademonstrowania ruchu translacyjnego Ziemi”. Jednakże Poincaré odnotował w 1905, że teoria Lorentza z 1904 nie była w pełni „lorentzowsko niezmiennicza” w paru kwestiach, tak jak wyrażenie Lorentza na gęstość prądu (Lorentz przyznał w 1921, że były to defekty). Ze względu na potrzebę wprowadzenia tylko niewielkich poprawek, Poincaré przyznał, że Lorentz odniósł sukces w połączeniu swojej teorii z zasadą względności: „Okazuje się, że ta niemożliwość zademonstrowania absolutnego ruchu Ziemi jest ogólnym prawem natury. [...] Lorentz próbował skompletować i zmodyfikować swoją hipotezę w celu zharmonizowania jej z postulatem całkowitej niemożności zdeterminowania ruchu absolutnego. To w tym osiągnął sukces w swoim artykule zatytułowanym Zjawiska elektromagnetyczne w układzie poruszającym się z dowolną prędkością podświetlną [Lorentz, 1904b].”
W swojej pracy z Palermo (1906), Poincaré nazwał „postulatem względności” i choć stwierdził, że istnieje możliwość obalenia w pewnym punkcie tej zasady (i na końcu pracy wspomniał, że odkrycie magnetycznych promieni katodowych przez Paula Ulricha Villarda w 1904 zdaje się jej zagrażać), wierzył, że byłoby interesujące rozważyć konsekwencje nieograniczonej prawdziwości postulatu względności. Oznaczałoby to, że wszystkie siły natury (nie tylko elektromagnetyzm) muszą być niezmiennicze względem przekształcenia Lorentza. W 1921 Lorentz przypisał Poincaremu autorstwo ustanowienia zasady względności i napisał: „Nie sformułowałem zasady względności jako rygorystycznej i uniwersalnie prawdziwej. Z drugiej strony Poincaré otrzymał doskonały niezmiennik równań elektromagnetycznych, oraz sformułował ‘postulat względności’, wyrażenie, którego użył jako pierwszy.”

### Eter
W nurcie swojej konwencjonalistycznej filozofii, Poincaré napisał w 1889: „Czy eter istnieje, czy też nie – zostawmy to metafizykom. Dla nas ważne jest, że wszystko zachodzi tak, jakby istniał i hipoteza ta jest wygodna w wyjaśnianiu zjawisk. Poza tym, czy mamy jakikolwiek inny powód, aby wierzyć w istnienie obiektów materialnych? Jest to, ponownie, tylko wygodną hipotezą, nigdy nie przestanie taką być, podczas gdy pewnego dnia eter zostanie wyrzucony jako bezużyteczny.”
Zanegował również istnienie absolutnego czasu i przestrzeni, wypowiadając się w 1901: „1. Nie ma absolutnej przestrzeni, a my pojmujemy jedynie ruch względny. W większości przypadków fakty z dziedziny mechaniki są podawane, jakby istniała absolutna przestrzeń, do której można je odnieść. 2. Nie ma absolutnego czasu. Kiedy mówimy, że dwa okresy są równe, stwierdzenie to nie ma znaczenia, a może je posiadać jedynie na podstawie konwencji. 3. Nie tylko nie mamy bezpośredniej intuicji na temat równości okresów, lecz nawet nie mamy takowej dla jednoczesności dwóch darzeń, zachodzących w dwóch osobnych miejscach. Wyjaśniłem to w artykule zatytułowanym „Mesure du Temps” [1898]. 4. Wreszcie, czy nasza geometria euklidesowa jest tylko rodzajem konwencji językowej?”
Niemniej jednak Poincaré nigdy nie porzucił hipotezy eteru i w 1900 stwierdził: „Czy eter rzeczywiście istnieje? znamy pochodzenie naszej wiary w eter. Jeżeli światło pokonuje szereg lat, aby do nas dotrzeć z odległej gwiazdy, nie należy już ono do gwiazdy, nie należy również do Ziemi. Musi gdzieś być, i być wspierane przez, że tak powiem, jaki materialny byt.” A odnosząc się do doświadczenia Fizeau, napisał nawet: „Eter jest wszystkim, ale w naszym wyobrażeniu.” Powiedział również, że Eter jest potrzebny do połączenia teorii Lorentza z trzecim prawem Newtona. Nawet w 1912 w pracy zatytułowanej „Teoria kwantowa” dziesięciokrotnie użył słowa „eter” i opisywał światło jako „świetlne wibracje eteru”.
Chociaż Poincaré uznawał względny i zależny od konwencji charakter czasu i przestrzeni, wierzył jednocześnie, że konwencja klasyczna jest bardziej „wygodna”, kontynuował więc rozróżnianie pomiędzy „prawdziwym” czasem w eterze i „pozornym” w ruchomym układzie. Odnosząc się do pytania, czy potrzebna jest nowa konwencja czasu i przestrzeni, napisał w 1912: „Czy powinniśmy się czuć w obowiązku do zmiany naszych wniosków? Z pewnością nie. Przyjęliśmy tę konwencję, ponieważ wydaje się wygodna i musimy powiedzieć, że nic nas nie zmusza do ich porzucenia. Obecnie część fizyków chce przyjąć nową konwencję. To nie jest tak, że są do tego zmuszeni. Uznali ją za wygodniejszą, to wszystko. A ci, co nie podzielają tej opinii, mogą be przeszkód pozostać przy starym, aby nie burzyć starych nawyków. mówiąc między nami, wierzę, że będą to robić jeszcze przez długi czas.”
Również Lorentz twierdził przez całe swoje życie, że spośród wszystkich układów odniesienia, ten jeden, związany z eterem, powinien być preferowany. Zegary w tym układzie wskazują „prawdziwy” czas a jednoczesność nie jest względna. Jednakże jeżeli zaakceptować poprawność zasady względności, nie sposób znaleźć tego układu eksperymentalnie.

## Przejście do teorii względności

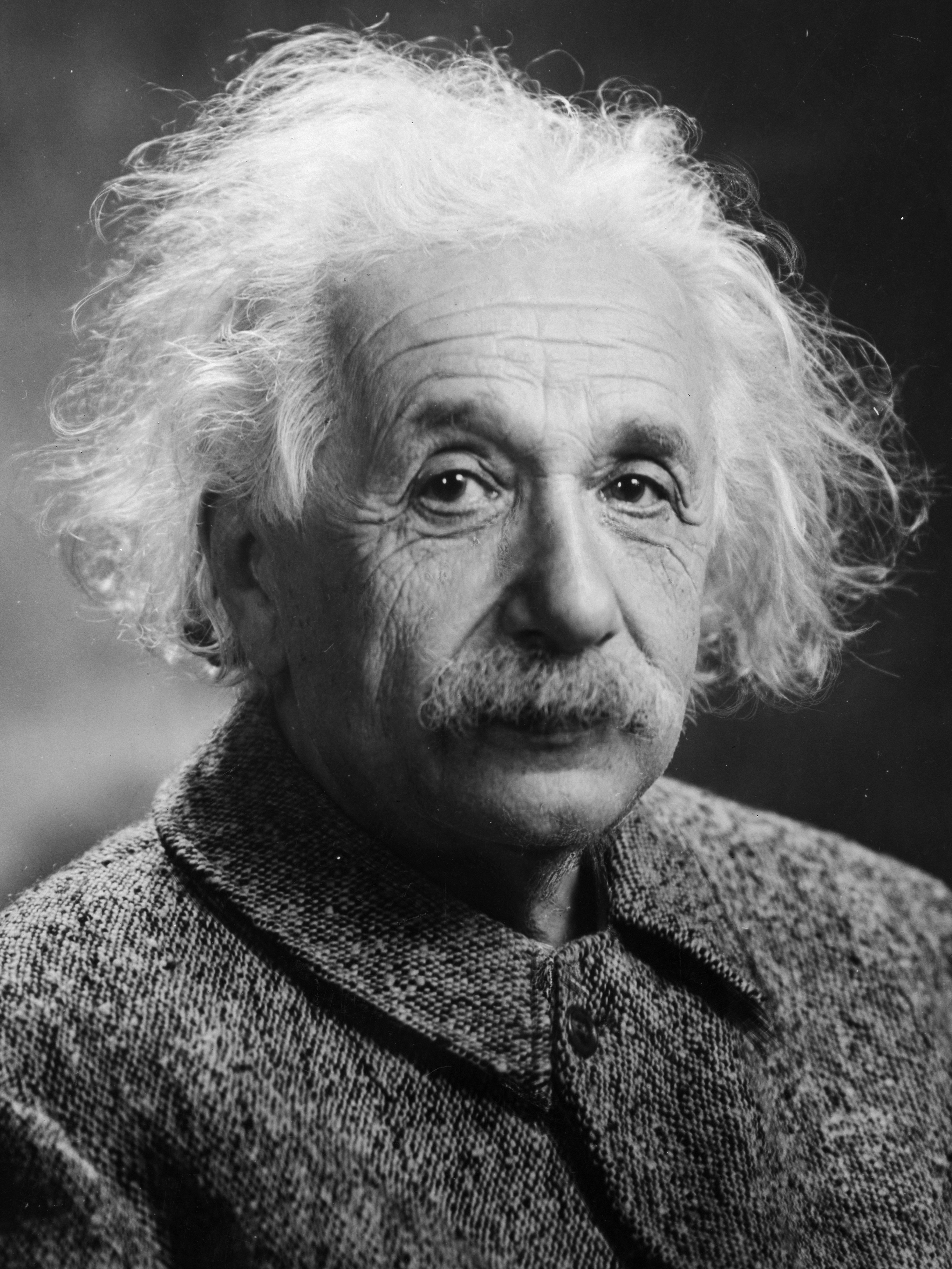
Albert Einstein

### Szczególna teoria względności
W 1905 Albert Einstein opublikował pracę, o której mówi się obecnie szczególna teoria względności. W niej zaś, poprzez przeegzaminowanie fundamentalnego znaczenia współrzędnych czasowych i przestrzennych, używanych w teoriach fizycznych, wykazał, że „efektywne” koordynaty dane transformacją Lorentza są w rzeczywistości współrzędnymi inercjalnymi poruszających się względem siebie układów odniesienia. Z tego z kolei wynikają wszystkie fizyczne obserwacje teorii eteru Lorentza, wraz z innymi, a wszystko to bez potrzeby wprowadzania niewidocznego bytu (eteru). Einstein zidentyfikował dwie fundamentalne zasady, każda oparta na doświadczeniu, z których wynika elektrodynamika Lorentza:
- Prawa fizyki są takie same we wszystkich układach odniesienia (zasada względności).
- W pustej przestrzeni światło rozchodzi się z absolutną prędkością c w każdym układzie odniesienia (zasada stałej prędkości światła w próżni).

Wzięte razem (wraz z kilkoma innymi cichymi założeniami, takimi, jak izotropia i jednorodność przestrzeni), te dwa postulaty prowadzą do matematyki szczególnej teorii względności. Lorentz i Poincaré również przyjęli te same zasady, potrzebne do osiągnięcia końcowych rezultatów, jednak nie rozpoznali, że są one również wystarczające, a co za tym idzie usuwają potrzebę stosowania wszystkich założeń, leżących u podstawy pierwotnych wyprowadzeń Lorentza (z których wiele później okazało się niepoprawnych. Tym samym szczególna teoria względności szybko zyskała akceptację wśród fizyków, a dziewiętnastowieczny eter światłonośny nie był już uważany za potrzebny.
Prezentacja szczególnej teorii względności Einsteina z 1905 została wkrótce uzupełniona w 1907 przez Hermanna Minkowskiego, który pokazał, że relacje te mają naturalną interpretację w postaci zunifikowanej, czterowymiarowej „czasoprzestrzeni”, w której absolutne interwały są dane jako rozszerzenie twierdzenia Pitagorasa (Już w 1906 Poincaré przeczuwał niektóre idee Minkowskiego. Zobacz sekcję „Transformacja Lorentza”.). Użyteczność oraz naturalność reprezentacji Einsteina oraz Minkowskiego miały udział w szybkiej akceptacji szczególnej teorii względności, oraz odpowiednim spadkiem zainteresowania teorią eteru Lorentza.
W 1909 oraz 1912 Einstein wyjaśniał:

... niemożliwym jest oparcie teorii o prawach translacji czasu i przestrzeni na samej zasadzie względności. Jak wiemy, jest to połączone z względnością pojęć „jednoczesności”, oraz „kształtu obiektów w ruchu”. Aby wypełnić tę lukę, wprowadziłem zasadę stałości prędkości światła, zawierającą fizyczne założenie, które zdaje się być spełnione tylko w istotnych eksperymentach (doświadczenia Fizeau, Rowlanda etc.).

W 1907 Einstein skrytykował charakter „ad hoc” hipotezy skrócenia Lorentza w jego teorii elektronu, gdyż według niej było to sztuczne założenie, wprowadzone w celu zgodności eksperymentu Michelsona-Morleya ze stacjonarnym eterem Lorentza i zasady względności. Einstein argumentował, że „czas lokalny” Lorentza można nazwać po prostu „czasem” oraz że nieruchomy eter, jako teoretyczna podstawa elektrodynamiki jest niesatysfakcjonujący. Napisał w 1920:

Ze względu na mechaniczną naturę eteru Lorentza, można o nim powiedzieć, nieco humorystycznie, że jego nieruchomość jest jedyną cechą, której H. A. Lorentz go nie pozbawił. Można dodać, że całkowita zmiana w koncepcji eteru, jaką przyniosła szczególna teoria względności, zawiera się w odżegnaniu od jego ostatniej mechanicznej właściwości, czyli nieruchomości. (...) Bardziej ostrożna refleksja uczy nas jednak, że szczególna teoria względności nie zmusza nas do zaprzeczenia istnienia eteru. Możemy założyć jego istnienie, musimy jedynie zrezygnować z przypisywania mu zdefiniowanego stanu ruchu, czyli musimy poprzez abstrakcję trzymać się z dala od jego ostatniej mechanicznej właściwości, którą pozostawił Lorentz.

Minkowski twierdził, że wprowadzenie przez Lorentza hipotezy o skróceniu „brzmiało raczej fantastycznie”, jako że nie był to produkt oporu w eterze, lecz „dar z góry”. Powiedział też, że hipoteza ta jest „zupełnym ekwiwalentem nowej koncepcji czasu i przestrzeni”, chociaż w nowym ujęciu geometrii czasu i przestrzeni staje się znacznie bardziej zrozumiała. Jednakże Lorentz nie zgadzał się, że jest to „ad-hoc” i w 1913 dowodził, że istnieje niewielka różnica pomiędzy jego teorią a negacją preferowanego układu odniesienia, jak w teorii Einsteina i Minkowskiego, wybór teorii jest więc kwestią gustu.

### Równoważność masy i energii
Einstein wyprowadził w 1905, jako konsekwencję zasady względności, że bezwładność energii jest reprezentowana w postaci {\displaystyle E/c^{2},} lecz w przeciwieństwie do Poincarego, rozpoznał, że materia sama w sobie traci i zyskuje masę podczas emisji i absorpcji. Zatem masa dowolnego rodzaju materii równa jest pewnej ilości energii, którą można przetworzyć na dowolny rodzaj energii i z powrotem. Jest to równoważność masy i energii, wyrażana przez {\displaystyle E=mc^{2}.} Zatem Einstein nie musiał prowadzać „pozornej” masy, i uniknął problemu perpetuum mobile, ponieważ, według Darrigola, paradoks promieniowania Poincarego daje się prosto rozwiązać przez odpowiedniość Einsteina. Jeżeli źródło światła traci masę o wartości {\displaystyle E/c^{2}} na skutek jego emisji, sprzeczność w prawie zachowania pędu znika bez potrzeby jakiegokolwiek kompensującego efektu w eterze.
Podobnie, jak Poincaré, Eisntein w 1906 wywnioskował, że bezwładność energii (elektromagnetycznej) jest niezbędnym warunkiem do utrzymania w układach, gdzie materia i pola elektromagnetyczne nawzajem na siebie wpływają, twierdzenia o centrum masy. Bazując na równoważności masy i energii pokazał, że emisja i absorpcja promieniowania elektromagnetycznego, a co za tym idzie, transport bezwładności, rozwiązuje wszelkie problemy. Przy tej okazji, odniósł się do pracy Poincarego z 1900 i napisał:

Chociaż proste, formalne spojrzenie, które należy wykonać, aby dowieść tego stwierdzenia, jest już w większości zawarte w pracy H. Poincarego [Lorentz-Festschrift, s. 252, 1900], ze względu na klarowność nie będę się na niej opierać.

Również odrzucenia przez Poincarego zasady reakcji, podyktowanego pogwałceniem zasady zachowania masy, można uniknąć dzięki formule {\displaystyle E=mc^{2},} gdyż prawo zachowania masy pojawia się tu jako szczególny przypadek prawa zachowania energii.

### Ogólna teoria względności
Próby Lorentza i Poincarego (jak również innych, jak Abrahama i Gunnara Nordströma), mające na celu sformułowanie teorii grawitacji, zostały przyćmione przez ogólną teorię względności Einsteina. Teoria ta oparta jest na zasadach takich, jak zasada równoważności, ogólna zasada względności, zasadzie ogólnej kowariancji, ruchu po geodezyjnej, lokalnej kowariancji Lorentza (prawa szczególnej teorii względności stosują się lokalnie dla wszystkich obserwatorów inercjalnych), oraz krzywiźnie czasoprzestrzeni wywoływanej działaniem energii w czasoprzestrzeni.
W 1920 Einstein porównał eter Lorentza z „eterem grawitacyjnym” ogólnej teorii względności. Powiedział, że nieruchomość jest jedyną mechaniczną właściwością, której Lorentz go nie pozbawił. W przeciwieństwie do eteru światłonośnego i eteru Lorentza, eter ogólnej teorii względności nie ma własności mechanicznych, nawet nieruchomości:

Eter ogólnej teorii względności jest ośrodkiem pozbawionym wszelkich mechanicznych i kinematycznych własności, jednak pomaga on ustalić własności mechaniczne (i elektromagnetyczne) zdarzeń. To, co jest fundamentalnie nowe w eterze ogólnej teorii względności, w przeciwieństwie do eteru Lorentza, to to, że jego stan w każdym miejscu jest zdeterminowany jest połączeniem z materią oraz jego stanu w sąsiedztwie, a wszystko jest podporządkowane równaniom różniczkowym; podczas gdy stan eteru Lorentza w obliczu braku pól elektromagnetycznych nie podlega niczemu poza samym sobą i wszędzie jest taki sam. Eter ogólnej teorii względności jest konceptualnie transmutowywalny do eteru Lorentza. jeżeli zastąpimy funkcje opisujące wzornik przestrzeni zastąpimy stałymi, zaniedbując przyczyny wpływające na dany stan. Sądzę, że możemy wówczas powiedzieć, że eter ogólnej teorii względności wynika, poprzez relatywizację, z eteru Lorentza.

### Pierwszeństwo
Niektórzy twierdzą, że Poincaré i Lorentz, a nie Einstein, są prawdziwymi twórcami szczególnej teorii względności.

## Późniejsza aktywność
Widziana jako teoria cząstek elementarnych, teoria elektronu/eteru Lorentza została zastąpiona podczas kilku pierwszych dekad 20 wieku, najpierw przez mechanikę kwantową, potem przez kwantową teorię pola. Ponieważ była ogólną teorią dynamiki, Lorentz i Poincaré odkryli (około 1905), że było konieczne wprowadzenie zasady względności, aby teoria zgadzała się z wszystkimi dostępnymi empirycznymi obserwacjami. Z tego względu większość śladów substancjalnego eteru zostało wyeliminowanych z teorii „eteru” Lorentza, która stała się empirycznie, jak i dedukcyjnie równoważna ze szczególną teorią względności. Główną różnicą pozostał metafizyczny postulat o unikalnym, spoczywającym, absolutnym układzie odniesienia, który pozostawał empirycznie niewykrywalny i nie odkrywał żadnej roli w fizycznych przewidywaniach teorii, jak to napisał sam Lorentz w 1909, 1910 (a co opublikowano w 1913), 1913 (publikacja 1914) czy w 1912 (publikacja w 1922).
W rezultacie określenie „teoria eteru Lorentza” używane jest dziś czasami w odniesieniu do neo-lorentzowskiej interpretacji szczególnej teorii względności. Prefiks „neo” używany jest do zaznaczenia, że interpretacja ta musi obecnie pasować do zjawisk i procesów fizycznych (takich jak model standardowy kwantowej teorii pola) nieznanych w czasach Lorentza.